# Masłoborowik blednący

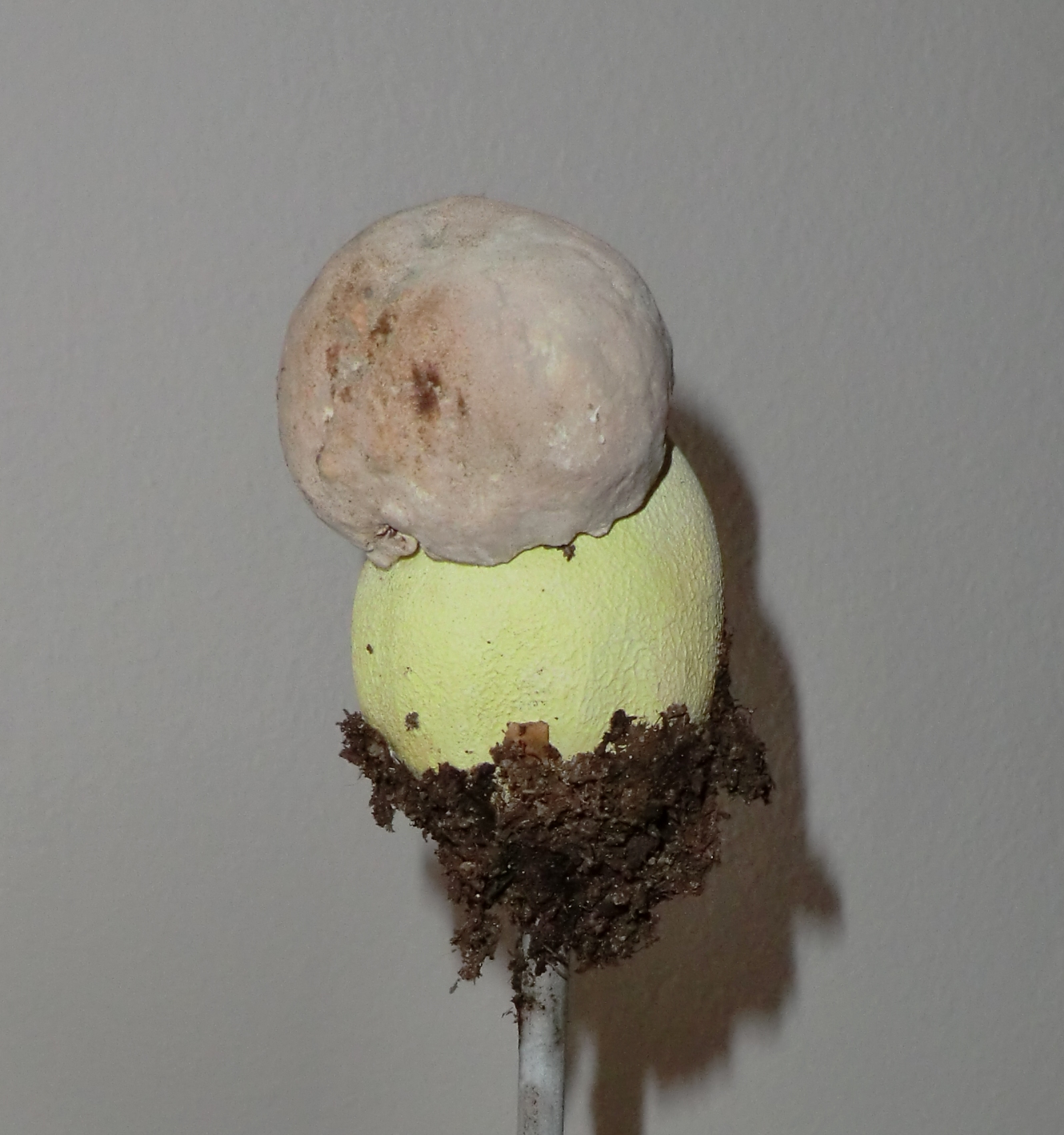

Masłoborowik blednący, borowik blednący (Butyriboletus fechtneri (Velen.) D. Arora & J.L. Frank) – gatunek grzybów należący do rodziny borowikowatych (Boletaceae).

## Systematyka i nazewnictwo
Pozycja w klasyfikacji według Index Fungorum: Butyriboletus, Boletaceae, Boletales, Agaricomycetidae, Agaricomycetes, Agaricomycotina, Basidiomycota, Fungi.
Po raz pierwszy takson ten opisany został w 1922 przez J. Velenovskýego jako Boletus fechtneri. W wyniku ostatnich badań filogenetycznych został w 2014 z rodzaju Boletus przeniesiony do nowo utworzonego rodzaju Butyriboletus.
Synonimy:
- Boletus appendiculatus subsp. pallescens Konrad 1929
- Boletus fechtneri Velen. 1922
- Boletus pallescens (Konrad) Singer 1936

W polskim piśmiennictwie mykologicznym był opisywany jako podgatunek borowika żółtobrązowego (Boletus appendiculatus subsp. pallescens) i Alina Skirgiełło nadała mu polską nazwę borowik blednący, a Władysław Wojewoda nazwę borowik żółtobrązowy, podgat. blednący. Po przeniesieniu go do rodzaju Butyriboletus nazwy polskie stały się niespójne z nową nazwą naukową. W 2021 Komisja ds. Polskiego Nazewnictwa Grzybów Polskiego Towarzystwa Mykologicznego zarekomendowała używanie nazwy masłoborowik blednący.

## Morfologia
Kapelusz
Średnica 5–15 cm, kształt początkowo półkulisty, potem płaskołukowaty. Powierzchnia błyszcząca, naga, gładka, o barwie początkowo białosiwawej, potem bladobrązowej, po uciśnięciu zmieniająca się na czerwonobrązową.
Hymenofor
Rurkowaty. Rurki wykrojone, o barwie początkowo cytrynowożółtej, potem żółtozielonawej. Po przecięciu lub uciśnięciu stają się sinozielone. Pory o tej samej barwie co rurki i również tak samo zmieniające barwę.
Trzon
Wysokość 5–15 cm, grubość 2–6 cm, kształt początkowo jajowaty, potem walcowaty. Powierzchnia żółtawa z delikatną siateczką, a w dolnej połowie pierścieniowatym i rozmazanym pasem.
Miąższ
W kapeluszu i górnej części trzonu bladożółtawy, w dolnej części trzonu karminowoczerwony, przy rurkach siniejący. Bez wyraźnego smaku i zapachu, po przecięciu błękitnieje.

## Występowanie i siedlisko
Występuje na ciepłych stanowiskach w lasach liściastych, zwłaszcza pod dębami i bukami, na wapiennych glebach.
Zanotowano występowanie w wielu krajach Europy, oraz w Maroku w Afryce Północnej. W Polsce jest rzadki. Jako podgatunek borowika żółtobrązowego znajduje się na Czerwonej liście roślin i grzybów Polski. Ma status E – gatunek zagrożony wymarciem, którego przeżycie jest mało prawdopodobne, jeśli nadal będą działać czynniki zagrożenia. Znajduje się na listach gatunków zagrożonych także w Austrii, Niemczech, Czechach, Estonii, Łotwie, Holandii, Szwecji, Finlandii, Słowacji.
Naziemny grzyb mykoryzowy. Grzyb jadalny.